# جوزيف دبليو. فولك
جوزيف دبليو. فولك هو سياسي أمريكي، ولد في 28 أكتوبر 1869 في براونزفيل في الولايات المتحدة، وتوفي في 29 مايو 1923 في نيويورك في الولايات المتحدة. نشط حزبياً في الحزب الديمقراطي. وقد انتخب حاكم ميسوري ‏ (9 يناير 1905 – 11 يناير 1909).

## وصلات خارجية
- جوزيف دبليو. فولك على موقع إن إن دي بي (الإنجليزية)